# Realia (traducción)
En ciencia de la traducción, los realia (del latín medieval, las "[cosas] reales") son palabras que denotan objetos, conceptos y fenómenos típicos exclusivamente de una determinada cultura. Por este motivo, no poseen correspondencias precisas en otras culturas. En una lengua existen palabras que carecen de una traducción precisa en otra/s cultura/s y requieren de quien traduce actitudes diversas según el contexto y la situación en la que se encuentran.

Dos investigadores búlgaros, S. Vlájov y S. Florin, definen los realia de este modo:

Palabras (y locuciones compuestas) de la lengua popular que representan denominaciones de objetos, conceptos, fenómenos típicos de un ambiente geográfico, de una cultura, de la vida material o de una peculiaridad historicosocial de un pueblo, de una nación, de un país, de una tribu, y que por esto son portadoras de un colorido nacional, local o histórico; estas palabras no tienen correspondencia precisas en otras lenguas.
Vlájov y Florin

No se han de confundir los realia con los términos. Según Vlájov y Florin, los términos representan la base del léxico científico y son utilizados principalmente por la literatura especializada; en cambio, los realia se citan con frecuencia en la literatura artística porque son portadores del "colorido" de una cultura en particular.

## Categorías de realia
Vlájov y Florin subdividen los realia en categorías que, a su vez, incluyen subcategorías:
- Existen los realia  geográficos, que comprenden elementos  de la geografía física (por ejemplo, estepa, fiordo) y de la meteorología (simún, huracán), elementos geográficos ligados a la actividad humana (polder) y elementos de la biología (kiwi).

- Otra categoría es la de los realia etnográficos, que pueden corresponder a la vida cotidiana (pizza), al trabajo (trade union), al arte (graffiti), a la religión o al sistema de creencias (tao, bonzo, shamán; o su correspondiente transcripción chamán), a la moda (tailleur, complejamente traducido por los puristas como traje sastre, aunque en el original francés tailleur, que da origen a la secular transcripción inglesa taylor,[n. 1] signifique con sus nuances (matices de una palabra en un idioma), además de sastre, cortador, tallador, equiparable entonces a la alemana Schneider -lengua en la que significa cortador y también sastre). Las complicaciones de los realia se observan constantemente y muy especialmente en sus etimologías: la palabra francesa brasserie se puede traducir muy fácilmente al español como cervecería; sin embargo, la palabra francesa brasserie tiene su etimología en el antiguo verbo francés (de origen latino, al igual que el español bracear) brasser (bracear), ya que antiguamente el proceso de fermentación para elaborar la cerveza, que incluía una mezcla de agua, cebada y lúpulo, se llevaba a cabo removiendo con los brazos (bracear = brasser, en francés arcaico).[n. 2]

- Seguidamente, Vlájov y Florin examinan la categoría de los realia políticos y sociales, en cuyo interior se pueden encontrar, por ejemplo: entidades administrativas (provincia, arrondissement, suq); órganos, cargos (duma, senado, cámara, congreso, cancillería, jan, zar, shah, doge/dogo); vida social y política (whig, tory, partisano, lobby, college, liceo, campus, paria, samurái, fellah); y realia militares (legión, katyuša o katiusha, mariscal, coracero, paracaidista).

## Estrategias traductivas
Para transmitir los realia de una lengua a la otra es menester distinguir entre dos procedimientos posibles: la transcripción y la traducción.
La transcripción se subdivide en transcripción verdadera y transliteración. La primera es la transmisión de los sonidos de las palabras usando el alfabeto de la cultura receptora para reproducir los sonidos de un modo aproximado. Si el alfabeto de las lenguas es el mismo se dice que es una copia, por ejemplo la palabra francesa boîte que es traducida al español casi del mismo modo (aunque casi siempre "olvidando" poner el acento circunflejo sobre la "i" ya que en español castellano hace mucho que solo existe un acento ortográfico, el acento agudo). La segunda manera es la transcripción carácter  por carácter utilizando el alfabeto de la lengua receptora con el añadido de eventuales signos (acentos, diacríticos, etcétera).

El fulcro, en la transcripción, es el sonido mientras que en la transliteración es la grafía. Un ejemplo: la palabra árabe كوفية es transliterada como kūfiyyä y transcrita como kefiah. En cuanto al sonido, se deben tener muy en cuenta las transcripciones de palabras que resultan homófonas para los sujetos modelo pertenecientes a la lengua receptora (por ejemplo la palabra tao en los diversos dialectos chinos o han tiene significados muy diferentes según la entonación (ver microtono)  de la misma, aunque en el "Occidente" se ha divulgado más la palabra Tao e incluso "Dao" que significa a... "un" ¿principio? ¿"una" esencia? ¿"un" principio cósmico o "una"  esencia de la creación? que si es llamado tao no es el verdadero tao, y bastante distante de la anterior connotación "metafísica" (aunque quizás para un ser humano de la cultura china el Tao no tenga nada de "metafísico").

Sin embargo, para no caer en el "extrañamiento" de palabras procedentes de "familias" lingüísticas muy distantes, basta señalar los realia de estas dos frases neolatinas aunque francesas que suenan "iguales"  pronunciadas por un francés al "escucha" no francés, al  etranger (extraño, extranjero, según sea el contexto en que un francoparlante use la palabra etranger)  no "habitué" como iguales: "Le plus grand des astres" y "Le plus grand désastre" (en la primera de las frases en actual francés se habla del mayor de los astros, que por connotación pudiera figurativamente hacer referencia a Luis XIV, quien se hacía llamar el [rey] Sol [el Sol era en su época considerado el mayor de los astros del cosmos], totalmente en cambio en la segunda de las frases se habla del mayor desastre; actualmente, para evitar la anfibología por paronomasia, en francés se suele evitar en tal caso la palabra désastre por la palabra catastrophe. En cuanto a la palabra citada habitué es un galicismo y un típico ejemplo de realia que carece de una exacta traducción a otros idiomas, aunque los puristas del español castellano tienden a traducirla como "frecuentador/a". De un modo más exhaustivo el traductor, el antropólogo y todo otro investigador serio debe estar muy atento a los deslizamientos de significado (en un país o sino en una región o un sector social con solo un lustro una palabra puede quedar demodé -fuera de moda, fuera de uso-), así por ejemplo en el español rioplatense hasta hace muy poco tiempo el realia «fenómeno» solía ser muy usado para significar a "algo muy placentero" o a "algo exitoso" (es decir se había transmutado el significado griego de esta palabra, significado que denota lo que aparece a partir de la significación original referente a algo "que aparece fuera de lo común"); otro ejemplo de entender las permutaciones de los realia según los tiempos y lugares es la palabra "bárbaro": en los que se han criado exclusivamente en la cultura grecolatina, "bárbaro" suele ser un adjetivo calificativo  peyorativo  o derogativo (como que los griegos llamaban bárbaros / "βάρβαρος" es decir: balbuciente [en plural griego: βάρβαροι] a todo sujeto humano que no era de su etnia  y que por esto no dominaba el idioma griego), y así por directa heredad desde la cuenca del Mediterráneo los uruguayos y argentinos en el siglo XIX calificaban con el peor grado de "peyorativez" de "bárbaros" a quienes les parecían sus "enemigos inferiores en cultura", sin embargo el buen traductor tiene que estar atento a esto ya que desde mediados del siglo XX el realia "bárbaro" en gran parte del Cono Sur (lo que significa incluir a la Argentina y Uruguay in toto) ha pasado ha significar en el lenguaje coloquial  una expresión de gran aprecio, de "entusiasmo", de placer por algo considerado de gran valor.
Para la traducción de los realia se pueden seguir diversas estrategias traductivas.

La primera es el neologismo, o sea, la creación de una nueva palabra; frecuentemente el neologismo es un calco o la transcripción filológica de la palabra extranjera, formando una palabra simple o una palabra compuesta; ej.: rascacielos para skyscraper. Existen también “medio calcos”, donde es conservada solo una parte de la palabra compuesta  (i.e.: los Jardines de Xochimilco), e incluso “pseudocalcos”, palabras que llevadas de una cultura a la otra cambian de significado (ej. la palabra italiana latte [leche] para muchos estadounidenses es el nombre del llamado en Italia “cappuccino”).
La segunda posibilidad es la substitución de los realia de la cultura emitente o emisora por otros realia de la cultura receptora. En este caso sin embargo, según Vlájov y Florin, se hace «una inaceptable substitución del colorido del prototexto con un colorido propio». Por esto si se efectúa una substitución quizás es más oportuno optar por un realia de resonancia internacional aunque comprensible para la cultura receptora.

La posibilidad de traducción más difundida, según Vlájov y Florin, es la traducción aproximativa de los realia. Con este método se traduce en modo genérico y neutro el significado del realia, perdiendo el colorido y la connotación de la palabra.
La substitución se divide en diversos tipos.

Un tipo es el representado por la sustitución con una expresión genérica de significado más amplio; el traductor generaliza anulando el colorido original para hacer pasar la idea del objeto al cual se refiere  (ej.: “organización criminal” por ndrangheta).
Otro tipo de sustitución es la que se realiza con un "análogo funcional": se sustituyen los  realia originales con elementos de la cultura receptora que suscitan en esta cultura una reacción similar en el lector del prototexto. Por ejemplo, un objeto poco notorio pero muy difundido en la cultura emisora es sustituido con un objeto muy famoso en la cultura receptora.
El tercer tipo es la explicación y descripción del realia, utilizando una perífrasis para explicitar el contenido.
Una última posibilidad es la traducción contextual, o bien, si se tiene en cuenta el significado global de la frase y no el de una palabra sola y se encuentra una traducción que, aun cuando no sea precisa, permita entender el significado de fondo.

## Traducir o no traducir los realia
Para decidir cómo traducir los realia es menester considerar diversos factores y evaluarlos para entender las ventajas y desventajas de cada uno de ellos.
Por sobre todo se debe elegir entre transcripción/transliteración y traducción, evaluando que no creen homónimos interlingüísticos.
El segundo paso es analizar el tipo de texto que se afronta. Según el tipo de texto es oportuno ponderar bien cuál elección hacer. Si es un texto científico es probable que se encuentren pocos realia porque existe una prevalencia de los "términos". En la publicidad estadísticamente es mayor la frecuencia de la transliteración, mientras que en literatura ficcional la elección depende muchísimo de la estrategia traductiva.
También es necesario saber el grado de conocimiento que una cultura tiene de sus realia. Algunos son muy notorios porque notoria es su transcripción en las diversas lenguas. Pero cuanto más específicos de una cultura son los realia más dificultad presentan para la traducción.
Es esencial evaluar también si la cultura receptora está inclinada a absorber palabras extranjeras. Por ejemplo, la cultura francesa es muy "proteccionista" en esto, mientras que la actual italiana  es más receptiva. En este caso el traductor y su comitente han de deber elegir si optar por una mayor o menor visibilidad de la cultura originaria del texto, decidiendo el nivel de traducibilidad o traductibilidad a adoptar por el lector de la cultura receptora.
También el "lector típico" es un elemento de evaluación para la traducción de los realia. El traductor debe saber exactamente a quién se dirige el texto para poder evaluar cuál es la mejor estrategia traductiva de los realia. Como en todas las traducciones, no está dicho que el lector típico o "lector modelo" del prototexto coincida con aquel del metatexto.